# شريطيات الفروع
شريطيات الفروع (الاسم العلمي:†Taeniocradales) هي رتبة منقرضة من النباتات الخضراء تتبع الطائفة الرينيانية.

## التصنيف
- شعيبة †النباتات الرينية
  - الطائفة †الرينيانية
    - رتبة †شريطيات الفروع
      - فصيلة †شريطية الفروع
        - جنس †مشرَّطة الفروع